# Octachlordipropylether
Octachlordipropylether oder S 421 ist eine chemische Verbindung aus der Gruppe der chlorierten Ether.

## Verwendung
S 421 wird als Synergist für Insektizide verwendet. Es war bis 1989 in Deutschland zugelassen, wo es zusammen mit Methoxychlor verwendet wurde. Heute ist es weder in der Europäischen Union noch in der Schweiz als Pflanzenschutzwirkstoff zugelassen.
In China wird S 421 in großem Umfang Pyrethroiden zugesetzt. Es ist allerdings weniger wirksam als Piperonylbutoxid.